# Grand Prix Velké Británie 2005

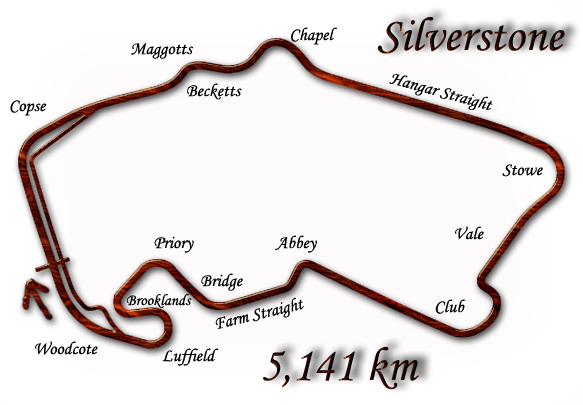
Silverstone Circuit

Grand Prix Velké Británie 2005 je velká cena Velké Británie ve Formuli 1, která se jela 10. červenec v roce 2005 na okruhu Silverstone.
Okruh se jel na 60 kol o délce 5,141 km na jedno kolo, celková délka tak dosáhla 308,355 km. Vítězem se stal Juan Pablo Montoya. Jednalo se o 742. Grand prix.
LVIII British Grand Prix
- 142. vítězství pro McLaren

## Výsledky
| Pozice | Jezdec               | Vůz            | Čas            |
| ------ | -------------------- | -------------- | -------------- |
| 1      | Juan Pablo Montoya   | McLaren MP4/20 | 1h 24m 29.588s |
| 2      | Fernando Alonso      | Renault R 25   | á 0:02"739     |
| 3      | Kimi Räikkönen       | McLaren MP4/20 | á 0:14"652     |
| 4      | Giancarlo Fisichella | Renault R 25   | á 0:17"914     |
| 5      | Jenson Button        | B.A.R 007      | á 0:40"264     |
| 6      | Michael Schumacher   | Ferrari F 2005 | á 1:15"322     |
| 7      | Rubens Barrichello   | Ferrari F 2005 | á 1:16"567     |
| 8      | Ralf Schumacher      | Toyota TF 105  | á 1:19"212     |
| 9      | Jarno Trulli         | Toyota TF 105  | á 1:20"851     |
| 10     | Felipe Massa         | Sauber C 24    | á 1 kolo       |
| 11     | Mark Webber          | Williams FW 27 | á 1 kolo       |
| 12     | Nick Heidfeld        | Williams FW 27 | á 1 kolo       |
| 13     | David Coulthard      | Red Bull RB 1  | á 1 kolo       |
| 14     | Jacques Villeneuve   | Sauber C 24    | á 1 kolo       |
| 15     | Christian Klien      | Red Bull RB 1  | á 1 kolo       |
| 16     | Takuma Sató          | B.A.R 007      | á 2 kola       |
| 17     | Tiago Monteiro       | Jordan EJ 15   | á 2 kola       |
| 18     | Christijan Albers    | Minardi PS 05  | á 2 kola       |
| 19     | Patrick Friesacher   | Minardi PS 05  | á 2 kola       |
| Kolo   | Odstoupili           | -              | -              |
| 10     | Narain Karthikeyan   | Jordan EJ 15   | ?              |

### Nejrychlejší kolo
- Kimi RAIKKONEN McLaren Mercedes 	1'20,502 - 229.902 km/h

### Vedení v závodě
- 1-21 kolo Juan Pablo Montoya
- 22-23 kolo Fernando Alonso
- 24-25 kolo Giancarlo Fisichella
- 26-44 kolo Juan Pablo Montoya
- 45-49 kolo Fernando Alonso
- 50-60 kolo Juan Pablo Montoya

### Postavení na startu
- Červená- výměna motoru / posunutí o 10 míst na startovním roštu

| 1. řada  | 1                  | 2                    |
|          | Fernando Alonso    | Jenson Button        |
|          | Renault            | BAR                  |
|          | 1'19.905           | 1'20.207             |
| 2. řada  | 3                  | 4                    |
|          | Juan Pablo Montoya | Jarno Trulli         |
|          | McLaren            | Toyota               |
|          | 1'20.382           | 1'20.459             |
| 3. řada  | 5                  | 6                    |
|          | Rubens Barrichello | Giancarlo Fisichella |
|          | Ferrari            | Renault              |
|          | 1'20.906           | 1'21.010             |
| 4. řada  | 7                  | 8                    |
|          | Takuma Sato        | Ralf Schumacher      |
|          | BAR                | Toyota               |
|          | 1'21.114           | 1'21.191             |
| 5. řada  | 9                  | 10                   |
|          | Michael Schumacher | Jacques Villeneuve   |
|          | Ferrari            | Sauber               |
|          | 1'21.275           | 1'21.352             |
| 6. řada  | 11                 | 12                   |
|          | Mark Webber        | Kimi Räikkönen       |
|          | Williams           | McLaren              |
|          | 1'21.997           | 1'19.932             |
| 7. řada  | 13                 | 14                   |
|          | David Coulthard    | Nick Heidfeld        |
|          | Red Bull           | Williams             |
|          | 1'22.108           | 1'22.117             |
| 8. řada  | 15                 | 16                   |
|          | Christian Klien    | Felipe Massa         |
|          | Red Bull           | Sauber               |
|          | 1'22.207           | 1'22.495             |
| 9. řada  | 17                 | 18                   |
|          | Narain Karthikeyan | Christijan Albers    |
|          | Jordan             | Minardi              |
|          | 1'23.583           | 1'24.576             |
| 10. řada | 19                 | 20                   |
|          | Patrick Friesacher | Tiago Monteiro       |
|          | Minardi            | Jordan               |
|          | 1'25.566           | - -- ---             |
| -------- | ------------------ | -------------------- |

### Zajímavosti
- Tiago Monteiro dokončil 11 GP v řadě za sebou a stal se tak nejlepším nováčkem.
- 10 nejrychlejší kolo pro Kimi Raikkonena
- Michael Schumacher se stal nejúspěšnějším pilotem na GP Velké Británie získal 57 bodů a překonal Alana Prosta (56 bodů)